# زرقان غرانة (ويس)
زرقان غرانة (بالفارسية: زرگان کرانه) هي منطقة سكنية تقع في إيران في قسم ويس الريفي. يقدر عدد سكانها بـ 8,938 نسمة .